# 谢希德物理奖
谢希德物理奖是中国物理学会与上海市科学技术协会联合设立的一项物理学奖项，授予对物理学研究和物理教育做出突出贡献的中华人民共和国女物理工作者。该奖项以中国物理学家、教育家和社会活动家谢希德的名字命名。